# Otto von Habsburg
Otto von Habsburg, pe numele întreg  Franz Joseph Otto Robert Maria Anton Karl Max Heinrich Sixtus Xavier Felix Renatus Ludwig Gaetan Pius Ignatius von Habsburg (n. 20 noiembrie 1912, Reichenau an der Rax, Austria Inferioară - d. 4 iulie 2011, Pöcking, Germania) a fost un descendent al familiei de Habsburg și ultimul prinț moștenitor al Austro-Ungariei (până la 1918) și al Regatului Ungariei (până la 1946), publicist, europarlamentar din partea Germaniei, ales pe lista Uniunii Creștin-Sociale din Bavaria, în două rânduri decan de vârstă al Parlamentului European, șeful casei imperiale de Habsburg între 1 aprilie 1922 – 1 ianuarie 2007. După dezmembrarea Imperiului Austro-Ungar în 1919 a obținut și cetățenia germană și croată în afară de cea austriacă și ungară. În anul 1961 a renunțat la drepturile de prinț moștenitor și la pretențiile la tronul imperial (austriac), pentru a i se permite accesul pe teritoriul Austriei.

## Familia și studiile
S-a născut ca primul fiu al împăratului Carol I al Austriei (regele Carol al IV-lea al Ungariei) și al împărătesei Zita, și a fost astfel prințul moștenitor al Imperiului Austro-Ungar.
Între 1919-1921 a trăit împreună cu părinții săi în exil în Elveția. În 1930 a început studiul științelor politice la Universitatea Catolică din Leuven, pe care le-a absolvit în 1935. A primit drept de reîntoarcere în Austria abia în anul 1966.

## În timpul celui de-al Doilea Război Mondial
În perioada interbelică s-a opus instrumentalizării sale de către naziști (național-socialiști), al căror oponent a fost. Odată cu alipirea Austriei (Anschluß) la Germania și cu instaurarea regimului național-socialist în Austria a fost dat în urmărire de autoritățile naziste, sub acuzația de înaltă trădare. Proprietățile familiei de Habsburg au fost confiscate din ordinul personal al lui Adolf Hitler.
Între 1940-1944 a trăit în exil la Washington, DC, unde s-a refugiat din Belgia via Paris.

## Anii postbelici
Otto a fost căsătorit cu Prințesa Regina de Saxa-Meiningen din 1951 până la decesul ei în 2010. Au avut șapte copii, 23 de nepoți și un strănepot.
În 1958 Otto von Habsburg a renunțat oficial la drepturile sale imperiale și s-a angajat să respecte prevederile legilor relevante ale republicii Austria. În urma unor dispute politice privind reîntoarcerea sa în Austria, a semnat în 1961 o proclamație oficială (către cancelarul Austriei) privind renunțarea la drepturile sale de moștenitor al tronului imperial și respectarea îndatoririlor de cetățean al republicii Austria. Până în 1966, când i s-a permis intrarea pe teritoriul Austriei, au avut loc dispute politice judiciare și administrative privind statutul său, pașaportul și posibilitatea unei călătorii în Austria.
În anii postbelici, Otto von Habsburg ar fi fost propus de cercuri politice spaniole ca posibil monarh al Spaniei după decesul dictatorului Franco.
În 1978 a primit cetățenia Republicii Federale Germania. În 1988 a făcut prima vizită în Ungaria, de la instaurarea regimului comunist în această țară. Un an mai târziu a fost coinițiator și patron al inițiativei „Picnicul paneuropean”, organizat la frontiera cu Ungaria de mișcarea „Paneuropa-Union” (Uniunea Paneuropeană), din care face parte (și care a fost înființată în 1923, ca organizație neguvernamentală proeuropeană, de Richard von Coudenhove-Kalergi. Potrivit mărturiilor lui I. C. Drăgan din anii 1990, într-un interviu publicat în două episoade de ziarul Renașterea bănățeană, Otto von Habsburg ar fi fost sprijinit logistic în activitățile paneuropeniste și de Iosif Constantin Drăgan.
Între 1981-1999 a fost deputat în Parlamentul European ca reprezentant al Uniunii Creștin-Sociale din Germania, ce activează numai în Bavaria. În această calitate, a fost șeful grupului Partidului Popular European în comisia europarlamentară pentru probleme politice și a avut și alte funcții parlamentare europene.
În luna octombrie 2005 a vizitat România ca oaspete al regelui Mihai I.

## Familia
Ascendența
| Arborele genealogic al lui Otto von Habsburg | Arborele genealogic al lui Otto von Habsburg                                                                         | Arborele genealogic al lui Otto von Habsburg                                                                                  | Arborele genealogic al lui Otto von Habsburg                                                                | Arborele genealogic al lui Otto von Habsburg                                                                | Arborele genealogic al lui Otto von Habsburg                                                                                | Arborele genealogic al lui Otto von Habsburg                                                                                                 | Arborele genealogic al lui Otto von Habsburg                                                                     | Arborele genealogic al lui Otto von Habsburg |
| -------------------------------------------- | --- | --- | --- | --- | --- | --- | --- | --- |
| Stră-străbunici                              | Arhiducele Franz Karl al Austriei (1802–1878) ∞ 1824 Prințesa Sophie Friederike de Bavaria (1805–1872)               | Regele Ferdinand al II-lea al Celor Două Sicilii (1810–1859) ∞ 1837 Arhiducesa Maria Theresia Isabella de Austria (1816–1867) | Regele Johann al Saxoniei (1801–1873) ∞ 1822 Prințesa Amalie Auguste de Bavaria (1801–1877)                 | Regele Ferdinand al II-lea al Portugaliei (1816–1885) ∞ 1836 Regina Maria a II-a a Portugaliei (1819–1853)  | Prințul Carol al II-lea de Bourbon-Parma, Rege al Etruriei (1799–1883) ∞ 1820 Prințesa Maria Theresia de Savoia (1803–1879) | Prințul Charles Ferdinand d'Artois de Bourbon, Duce de Berry (1778–1820) ∞ 1816 Prințesa Maria Karolina a Neapolelui și Siciliei (1798–1870) | Regele João al VI-lea al Portugaliei (1767–1826) ∞ 1785 Prințesa Carlota Joaquina a Spaniei (1775–1830)          | Prințul moștenitor Konstantin zu Löwenstein-Wertheim-Rosenberg (1802–1838) ∞ 1829 Prințesa Maria Agnes Henriette zu Hohenlohe-Langenburg (1804–1835) |
| Străbunici                                   | Arhiducele Karl Ludwig al Austriei (1833–1896) ∞ 1862 Prințesa Maria Annunziata a Neapolelui si Siciliei (1843–1871) | Arhiducele Karl Ludwig al Austriei (1833–1896) ∞ 1862 Prințesa Maria Annunziata a Neapolelui si Siciliei (1843–1871)          | Regele George al Saxoniei (1832–1904) ∞ 1859 Prințesa Maria Anna a Portugaliei (1843–1884)                  | Regele George al Saxoniei (1832–1904) ∞ 1859 Prințesa Maria Anna a Portugaliei (1843–1884)                  | Ducele Carol al III-lea de Bourbon-Parma (1823–1854) ∞ 1845 Prințesa Louise a Franței (1819–1864)                           | Ducele Carol al III-lea de Bourbon-Parma (1823–1854) ∞ 1845 Prințesa Louise a Franței (1819–1864)                                            | Regele Miguel I al Portugaliei (1802–1866) ∞ 1851 Prințesa Adelaide de Löwenstein-Wertheim-Rosenberg (1831–1909) | Regele Miguel I al Portugaliei (1802–1866) ∞ 1851 Prințesa Adelaide de Löwenstein-Wertheim-Rosenberg (1831–1909)                                     |
| Bunici                                       | Arhiducele Otto Franz Joseph al Austriei (1865–1906) ∞ 1886 Prințesa Maria Josepha a Saxoniei (1867–1944)            | Arhiducele Otto Franz Joseph al Austriei (1865–1906) ∞ 1886 Prințesa Maria Josepha a Saxoniei (1867–1944)                     | Arhiducele Otto Franz Joseph al Austriei (1865–1906) ∞ 1886 Prințesa Maria Josepha a Saxoniei (1867–1944)   | Arhiducele Otto Franz Joseph al Austriei (1865–1906) ∞ 1886 Prințesa Maria Josepha a Saxoniei (1867–1944)   | Ducele Robert I de Parma (1848–1907) ∞ 1884 Prințesa Maria Antónia a Portugaliei (1862–1959)                                | Ducele Robert I de Parma (1848–1907) ∞ 1884 Prințesa Maria Antónia a Portugaliei (1862–1959)                                                 | Ducele Robert I de Parma (1848–1907) ∞ 1884 Prințesa Maria Antónia a Portugaliei (1862–1959)                     | Ducele Robert I de Parma (1848–1907) ∞ 1884 Prințesa Maria Antónia a Portugaliei (1862–1959)                                                         |
| Părinți                                      | Împăratul Carol I al Austriei, Rege al Ungariei (1887–1922) ∞ 1911 Ducesa Zita de Bourbon-Parma (1892–1989)          | Împăratul Carol I al Austriei, Rege al Ungariei (1887–1922) ∞ 1911 Ducesa Zita de Bourbon-Parma (1892–1989)                   | Împăratul Carol I al Austriei, Rege al Ungariei (1887–1922) ∞ 1911 Ducesa Zita de Bourbon-Parma (1892–1989) | Împăratul Carol I al Austriei, Rege al Ungariei (1887–1922) ∞ 1911 Ducesa Zita de Bourbon-Parma (1892–1989) | Împăratul Carol I al Austriei, Rege al Ungariei (1887–1922) ∞ 1911 Ducesa Zita de Bourbon-Parma (1892–1989)                 | Împăratul Carol I al Austriei, Rege al Ungariei (1887–1922) ∞ 1911 Ducesa Zita de Bourbon-Parma (1892–1989)                                  | Împăratul Carol I al Austriei, Rege al Ungariei (1887–1922) ∞ 1911 Ducesa Zita de Bourbon-Parma (1892–1989)      | Împăratul Carol I al Austriei, Rege al Ungariei (1887–1922) ∞ 1911 Ducesa Zita de Bourbon-Parma (1892–1989)                                          |
| Otto von Habsburg (1912–2011)                | | | | | | | | |

Frați si surori
| Frați, surori, cumnați și cumnate | Frați, surori, cumnați și cumnate | Frați, surori, cumnați și cumnate | Frați, surori, cumnați și cumnate | Frați, surori, cumnați și cumnate | Frați, surori, cumnați și cumnate | Frați, surori, cumnați și cumnate | Frați, surori, cumnați și cumnate | Frați, surori, cumnați și cumnate |
| --------------------------------- | --------------------------------- | --------------------------------- | --------------------------------- | --------------------------------- | --------------------------------- | --------------------------------- | --------------------------------- | --------------------------------- |

| Nume                   | Născut            | Decedat           | Note |
| ---------------------- | ----------------- | ----------------- | --- |
| Arhiducesa Adelheid    | 3 ianuarie 1914   | 2 octombrie 1971  | nu a fost căsătorită și nu a avut copii. |
| Arhiducele Robert      | 8 februarie 1915  | 7 februarie 1996  | căsătorit (1953) cu prințesa Margherita de Savoia-Aosta (n. 7 aprilie 1930) și au avut cinci copii. |
| Arhiducele Felix       | 31 mai 1916       | 6 septembrie 2011 | căsătorit (1952) cu prințesa Anna-Eugénie von Arenberg (n. 5 iulie 1925- d. 9 iunie 1997) și au avut șapte copii. |
| Arhiducele Karl Ludwig | 10 martie 1918    | 11 decembrie 2007 | căsătorit (1950) cu Prințesa Yolanda de Ligne (n. 6 mai 1923) și au avut patru copii. |
| Arhiducele Rudolf      | 5 septembrie 1919 | 15 mai 2010       | căsătorit (1953) cu contesa Xenia Cernieșev-Besobrasov (b. 11 iunie 1929-d. 20 septembrie 1968) au avut împreună cinci copii. Recăsătorit (1971) cu prințesa Anna Gabriele von Wrede (n. 11 septembrie 1940) și au avut un copil. |
| Arhiducesa Charlotte   | 1 martie 1921     | 23 iulie 1989     | căsătorită (1956) cu Ducele Georg von Mecklenburg (n. 5 octobrie 1899-d. 6 iulie 1963). Nu au avut copii. |
| Arhiducesa Elisabeth   | 31 mai 1922       | 7 ianuarie 1993   | casătorită (1949) cu prințul Heinrich de Liechtenstein (n. 5 august 1916 -d. 17 aprilie 1991) și au avut cinci copii. |

### Copii, nepoți și strănepoți
În 1951 la Nancy s-a căsătorit cu Prințesa Regina de Saxa-Meiningen (1925-2010). Din căsătoria lor s-au născut șapte copii, cei mai cunoscuți dintre ei fiind Karl von Habsburg-Lothringen (fiul cel mare - adică noul prinț moștenitor după legitimiști), din 2007 șeful casei de Habsburg și mezinul Georg von Habsburg-Lothringen, președintele Mișcării Maghiare de Crucea Roșie și candidat europarlamentar în 2009 al partidului Forumul Democrat Maghiar (MDF) din Ungaria. La data decesului a avut 23 de nepoți și 2 strănepoți.
- Andrea Maria născută la 30 mai 1953

, căsătorită în 1977 cu contele ereditar Karl Eugen von Neipperg. Ei au trei fiice , doi fii și doi nepoți:
  - Contele Maria Philipp Karl Friedrich Hubert Magnus von Neipperg , născut la 6 septembrie 1978

, căsătorit la data de 26 April 2008 în Salzburg cu Paula Wolff (n. 1981), fiica lui Lukas Wolff și a soției sale, născută contesa Ladislaja Eleonore von Meran. Au o fiică și un fiu:
    - Contesa Johanna von Neipperg (n. 2009)
    - Contele Stephan von Neipperg (n. 2010)

  - Contele Maria Benedikt Reinhard Michael Alois Leo von Neipperg, născut la 11 aprilie 1980

  - Contele Maria Dominik Georg Christoph Johannes Pantaleon von Neipperg, născut la 27 iulie 1981

  - Contesa Maria Hemma Nathalie Sophie Franziska Georgine von Neipperg, născută la 11 octombrie 1983

  - Contesa Maria Katharina Franziska Monika Elisabeth von Neipperg, născută la 3 aprilie 1986

- Monika Maria Roberta Antonia Raphaela, născută la 13 septembrie 1954

in Würzburg, căsătorită în 1983 cu ducele Luis María Gonzaga Gonzaga de Casanova-Cárdenas y Barón, duce de Santangelo, marchiz de Elche, conte de Lodosa și Granda a Spaniei, descendent al infantei Luisa Teresa a Spaniei, ducesă de Sessa si sora lui Francisco, rege-consort al Spaniei. Ei au împreună patru fii:
  - Baltasar Carlos de Casanova y Habsburgo-Lorena, marchiz de Elche, născut la 17 august 1981

  - Gabriel Maria de Casanova y Habsburgo-Lorena, născut la 23 martie 1983

  - Rafael Maria de Casanova y Habsburgo-Lorena, născut la 18 august 1986

  - Santiago de Casanova y Habsburgo-Lorena, născut la 26 aprilie 1993

- Michaela Maria Madeleine Kiliana, născută la 13 septembrie 1954

 în Würzburg. Este sora geamănă a Monikăi. A fost căsătorită prima oară, între 1984–1994, cu Alba Teran d'Antin, a doua oară în 1994 cu contele Hubertus von Kageneck , de la care divorțează ulterior. Ea are cu primul soț doi fii și o fiică:
  - Marc Joan Teran d'Antin, născut la 7 iunie 1984

  - Carla Regina Teran d'Antin, născută la 17 august 1987

  - Justin Christopher Teran d'Antin, născut la 10 februarie 1989

- Gabriela Maria Charlotte Felicitas Elisabeth Antonia, născută la 14 octombrie 1956

 în Luxemburg, căsătorită între 1978–1997 cu Christian Meister. Ei au două fiice și un fiu:
  - Severin Meister, născut la 9 ianuarie 1981

  - Lioba Meister, născută la 20 august 1983

  - Alena Meister, născută la 7 septembrie 1986

- Walburga Maria Franziska Helene Elisabeth, născută la 5 octombrie 1958

 in Berg am Starnberger See, căsătorită in 1992 cu contele Archibald Douglas. Ei au un fiu:
  - Contele Moritz Otto Wenzel Douglas, născut la 30 martie 1994

- Karl Thomas Robert Maria Franziskus Georg Bahnam, născut la 11 ianuarie 1961

 in Berg am Starnberger See, căsătorit în 1993 cu baroana Francesca Anne Dolores Freiin Thyssen-Bornemisza de Kászon și Impérfalva, născută în 7 iunie 1958

 descendentă din familia industriașilor germani Thyssen și a baronilor maghiari Bornemisza de Kászon și Impérfalva, ea este unul din principalii acționari ai concernului ThyssenKrupp. Căsătoria lor a fost considerată morganatică de către Casa de Habsburg din cauza ne-apartenenței soției la o familie princiară. În 2003 au divorțat. Au două fiice și un fiu:
  - Arhiducesa Eleonore Jelena Maria del Pilar Iona de Habsburg-Lothringen, născută la 28 februarie 1994

  - Arhiducele Ferdinand Zvonimir Maria Balthus Keith Michal Otto Antal Bahnam Leonhard de Habsburg-Lothringen, născut la 21 iunie 1997

  - Arhiducesa Gloria Maria Bogdana Paloma Regina Fiona Gabriela de Habsburg-Lothringen, născută la 15 octombrie 1999

- Paul Georg Maria Joseph Dominikus, născut la 16 decembrie 1964

 în Berg am Starnberger See, căsătorit în 1997 cu ducesa  Eilika Helene Jutta Clementine von Oldenburg, născută la 22 august 1972

; împreună au doua fiice și un fiu:
  - Arhiducesa Zsófia Mária Tatjana Monika Erzsébet Katalin de Habsburg-Lothringen, născută la 12 ianuarie 2001

  - Arhiducesa Ildikó Mária Walburga de Habsburg-Lothringen, născută la 6 iunie 2002

  - Arhiducele Károly-Konstantin Mihály István Mária de Habsburg-Lothringen, născut la 20 iulie 2004

## Titluri și formule de adresare

### Titluri dinastice
- între 20 noiembrie 1912 și 21 noiembrie 1916: Alteța Sa Imperială și Regală Arhiduce și Prinț Imperial Otto de Austria, Prinț Regal al Ungariei, Croației și Boemiei
- între 21 noiembrie 1916 și 12 noiembrie 1918: Alteța Sa Imperială și Regală Prinț de Coroană al Austriei, Ungariei, Croației și Boemiei
- între 12 noiembrie 1918 și 4 iulie 2011: Alteța Sa Imperială și Regală Otto Prinț de Coroană al Austriei, Ungariei, Croației și Boemiei

### Pretendența la titluri dinastice începând cu data de 1 aprilie 1922
- Din Mila Lui Dumnezeu, împărat al Austriei; rege al Ungariei și Boemiei, al Dalmației, Croației și Slavoniei, al Galiției și Lodomeriei, al Ierusalimului etc.; arhiduce al Austriei; mare duce al Toscanei și Cracoviei; duce al Lorenei, Salzburgului, Stiriei, Carintiei, Carniolei și Bucovinei; mare principe al Transilvaniei, marchiz al Moraviei; Duce al Sileziei, al Modenei, Parmei, Guastallei, Auschwitzului și Zatorului, Duce de Teschen, Friaul, Dubrovnik și Zadar; conte domnitor de Habsburg și Tirol, de Kyburg, Gorizia și Gradisca; prinț de Trento și Brixen; marchiz al Luzaciei Superioare și al Luzaciei Inferioare și marchiz al Istriei; conte de Hohenem, Feldkirch, Bregenz, Sonnenburg etc.; domn de Trieste, Kotor și domn al Mărcii Slovene, mare voievod al Serbiei și al Banatului Timișoarei etc. etc.[7]

### Titluri oficiale în Austria
- între 20 noiembrie 1912 și 21 noiembrie 1916: Alteța Sa Imperială și Regală Arhiduce și Prinț Imperial Otto de Austria, Prinț Regal al Ungariei, Croației și Boemiei
- între 21 noiembrie 1916 și 12 noiembrie 1918: Alteța Sa Imperială și Regală Prinț de Coroană al Austriei, Ungariei, Croației și Boemiei
- între 12 noiembrie 1918 și 1919: Alteța Sa Imperială și Regală Otto Prinț de Coroană al Austriei, Ungariei, Croației și Boemiei
- între 1919 și 1941 (cetățenia retrasă din ordinul lui Adolf Hitler): Domnul Otto Habsburg- Lothringen
- între anii 1941 și 1965 Otto nu deținea cetățenia niciunui stat, dar deținea un pașaport emis în 1946 de statul Monaco pe numele Alteța Sa Imperială și Regală Otto von Habsburg, de asemenea a fost posesorul unui pașaport al Ordinului Suveran de Malta și a unui pașaport diplomatic spaniol, emise pe același nume
- 1965–4 iulie 2011: Doctor Otto Habsburg

### Titluri oficiale în Ungaria
- între 20 noiembrie 1912 și 21 noiembrie 1916: Alteța Sa Imperială și Regală Arhiduce și Prinț Imperial Otto de Austria, Prinț Regal al Ungariei, Croației și Boemiei
- între 21 noiembrie 1916 și 16 noiembrie 1918: Alteța Sa Imperială și Regală Prinț de Coroană al Austriei, Ungariei, Croației și Boemiei
- între 16 noiembrie 1918 și 21 martie 1919: Domnul Otto Habsburg-Lothringen
- între 21 martie 1919 și 14 noiembrie 1919: Cetățeanul Otto Habsburg
- între 14 noiembrie 1919 și 1947: Alteța Sa Regală Otto, Prinț Regal al Ungariei și Arhiduce al Austriei
- între 1947 și 4 iulie 2011: Domnul Otto Habsburg

### Titluri oficiale în Germania
- între 12 noiembrie 1918 și 4 iulie 2011: Otto Prinț Imperial, Arhiduce al Austriei, Prinț Regal al Ungariei

## Decesul și înmormântarea
După decesul în ianuarie 2010 a soției sale, Regina, Otto nu a mai participat la viața publică, trăind retras la reședința sa. El a decedat în dimineața zilei de luni, 4 iulie 2011 la locuința sa din Pöcking, Germania la vârsta de 98 de ani. Anunțul oficial al decesului a fost făcut de purtătoarea de cuvânt a casei imperiale, Eva Demmerle care a precizat că a murit în liniște fără suferințe, în timpul somnului Din familia apropiată, i-au supraviețuit fratele mai tânăr Felix, 7 copii, 22 nepoți și 2 strănepoți.
Joseph Daul, președintele PPE, și-a exprimat regretul față de decesul lui Otto von Habsburg, afirmând că acesta a întruchipat istoria integrării europene: "fiul ultimului împărat austro-ungar s-a luptat toată viața pentru democrație, libertate și înțelegerea popoarelor din Europa."
În data de 11 iulie 2011 a fost săvârșit pentru defunct un recviem pontifical în Theatinerkirche din München. Predica a fost ținută de cardinalul Reinhard Marx, arhiepiscopul de Freising și München.
Papa Benedict al XVI-lea a trimis un mesaj de condoleanțe și l-a numit pe cardinalul Christoph Schönborn ca delegat al său la recviemul pontifical care a avut loc în data de 16 iulie 2011 în Domul Sfântul Ștefan din Viena. După recviem, care a început la ora 15, cortegiul funerar s-a deplasat în procesiune până la Cripta Capucinilor, unde a avut loc înmormântarea. La ceremonie au participat fostul rege Mihai al României, fostul rege Simeon al II-lea al Bulgariei, regele Carl al XVI-lea Gustav al Suediei, Jerzy Buzek, președintele Parlamentului European, precum și alți șefi de state și de guverne.
Inima sa va fi înmormântată în biserica abației benedictine de la Pannonhalma din Ungaria, în cadrul unei ceremonii private, conform tradiției familiei și ultimei sale dorințe.

## Opere publicate în timpul vieții
De-a lungul cariei sale Otto de Habsburg a scris și publicat nenumărate articole și studii precum și un mare număr de cărți, abordând domenii precum istoria, filozofia, politologia, istoria literară și memorialistica. A scris opere originale în limbile germană, franceză, maghiară, cehă, croată și spaniolă. Mai jos sunt prezentate cărțile scrise și publicate în timpul vieții.
- fr  Coutumes et droits successoraux de la classe paysanne et l’indivision des propriétés rurales en Autriche (Cutume și drepturi succesorale ale clasei țărănești și indivizibilitatea proprietății funciare în Austria), 1935; disertație doctorală
- de  Entscheidung für Europa (Decizie pentru Europa), 1953
- de  Probleme des Atomzeitalters (Problemele erei atomice), 1955
- de  Soziale Ordnung von morgen (Ordinea socială de mâine), 1957
- de  Bernhard von Baden, 1958
- de  Im Frühling der Geschichte (În primăvara istoriei), 1961
- de  Der Ferne Osten ist nicht verloren (Extremul Orient nu e pierdut), 1963
- fr  Européens et Africains – L’entente nécessaire (Europeni și africani – acordul necesar), 1963
- de  Europa, Großmacht oder Schlachtfeld? (Europa, mare putere sau câmp de luptă?), 1963
- de  Afrika ist nicht verloren (Africa nu este pierdută), 1964
- de  Gottes Hand in der Geschichte (Mâna lui Dumnezeu în istorie), 1966
- de  Karl V (Carol al V-lea), 1967, ISBN 3-85002-286-2
- de  Politik für das Jahr 2000 (Politică pentru anul 2000), 1968
- fr  Les Transports et l’Europe (Transporturile și Europa), 1969
- de  Bis hierher und weiter (Până aici și mai departe), 1974
- de  Die Heilige Hedwig von Schlesien und unsere Zeit (Sf. Hedviga de Silezia și epoca noastră), 1974, ISBN 3-7008-0126-2
- fr  La Naissance d’un continent (Nașterea unui continent), 1975
- de  Idee Europa, Angebot der Freiheit (Ideea de Europă, ofertă a libertății), 1976
- de  Karl IV. Ein Europäischer Friedensfürst (Carol al IV-lea. Un principe european al păcii), 1978, ISBN 3-87332-003-7
- hu  Jalta és ami utána következett (Ialta și ceea ce a urmat, 1979
- fr  Europa – Garant der Freiheit (Europa – garant al libertății), 1980
- de  Die Reichsidee – Geschichte und Zukunft einer übernationalen Ordnung (Ideea de imperiu – istoria și viitorul unei ordini supranaționale), 1986, ISBN 3-85002-228-5
- de  Macht jenseits des Marktes. Europa 1992 (Puterea dincolo de piață. Europa 1992), 1988, ISBN 3-85002-267-6
- hu  Igy láttam... (Așa l-am văzut...), 1992
- hu  Európáért (Pentru Europa), 1992
- de  Nicht geschossen ist auch verfehlt (Dacă nu tragi, tot ai ratat ținta), 1992
- cs  Úvahy o Evrope (Reflecții asupra Europei), 1993
- de  Friedensmacht Europa – Sternstunden und Finsternis (Procesul păcii europene – momente înălțătoare și întuneric), 1995, ISBN 3-85002-368-0
- de  Die Paneuropäische Idee – Eine Vision wird Wirklichkeit (Ideea paneuropeană – o viziune devine realitate), 1999, ISBN 3-85002-424-5
- de  Ein Kampf um Österreich 1938–1945 (O luptă pentru Austria 1938-1945), 2001, ISBN 3-85002-460-1
- de  Unsere Welt ist klein geworden – Die Globalisierung der Politik (Lumea noastră s-a micșorat. Globalizarea politicii), 2006, ISBN 3-85002-539-X
- de  Der Habsburg-Faktor (Factorul Habsburg), volum de interviuri, redactat de Eva Demmerle[15], 2007
- de  Mit Gott für die Geschichte. Die heilige Hedwig von Schlesien und unsere Zeit (Cu Dumnezeu pentru istorie. Sf. Hedviga de Silezia și epoca noastră), 2009, ISBN 978-3-902694-05-8

## Ordine, distincții și premii

### Ordine dinastice austriece și maghiare
- Ordinul Lâna de Aur (filiala austriacă)
  - Cavaler (1916)
  - Mare Maestru (1922–2011)

- Marea Cruce a Ordinului Sfântul Ștefan al Ungariei (Ordinul Regal Ungar al Sfântului Ștefan)
- Marea Cruce a Ordinului Leopold (Ordinul Imperial Austriac Leopold)

### Alte ordine dinastice
- Casa de Savoia: Cavaler al Ordinului Buna Vestire
- Casa de Bourbon-Două Sicilii: Marea Cruce a Ordinului Sfântul Januarius
- Casa de Wittelsbach: Marea Cruce a Ordinului Sfântul Hubertus
- Casa de Braganza: Cavaler al Marii Cruci a Ordinului Neprihănita Zămislire de Vila Viçosa

### Ordine și distincții de stat
- Bavaria: Purtător al Ordinului de Merit Bavarez (1976)
- Croația: Marea Cruce a Marelui Ordin Regele Dmitar Zvonimir (1996)
- Estonia: Ordinul Crucii Maarjaa Maa Clasa I. (1996)
- Franța: Companion al Ordinului Liberation
- Franța: Marea Cruce a Legiunii de Onoare(2009)[16][17]
- Germany: Marea Cruce a Ordinului de Merit al Republicii Federale Germania (1987)
- Ungaria: Marea Cruce a Ordinului de Merit al Ungariei (1999)
- Kosovo: Medalia de Aur a Libertății
- Letonia: Comandor al Ordinului celor Trei Stele
- Lituania: Comandor al Ordinului Lituanian Marele Duce Gediminas
- Luxemburg: Cavaler al Ordinului Leul de Aur al Casei de Nassau
- SMOM: Bailiff Grand Cross of Honour and Devotion of the Sovereign Military Order of Malta (1959)
- Pakistan: Comandor cu Stea al Ordinului Hilal Quaid Azam (1993)
- Rhodesia: Mare Comandor al Legiunii de Onoare
- San Marino: Marea Cruce a Ordinului Sfânta Agatha (2002)
- Spania: Marea Cruce a Ordinului Carlos al III-lea (1951)
- Spania: Marea Cruce a Ordinului Africa
- Sfântul Scaun: Marea Cruce a Ordinului Sfântul Grigore cel Mare (1980)
- Sfântul Scaun: Marea Cruce a Ordinului Sfântul Silvestru
- |Tirolul de Sud: Recipient of the Grand Order of Merit

### Ordine clericale neguvernamentale
- Cavalerii Teutoni: Cavaler de Onoare al Ordinului Teutonic
- Austria Inferioară: Crucea de Aur Onorifică a Capitulului din Lilienfeld

### Premii academice
- Medalia conferită de Académie des Sciences Morales et Politiques (Academia de Științe Morale și Politice), Institut de France, Paris, Franța
- Medalia conferită de Academia Mejicana de Derecho Internacional (Academia Mexicană de Drept Internațional), Mexic
- Medalia Academiei Regale din Maroc , Moroc
- Medalia Acadamiei Culturale Portugeze, Lisbona, Portugalia
- Medalia conferită de Real Academia de Ciencias Morales y Políticas(Academia Regală de Științe Morale și Politice, Madrid, Spania
- Profesor onorific al Universității din Bogota, Columbia
- Honorary Fellow al Universității din Ierusalim, Israel
- Membru de onoare al Instituto de Estudios da Marinha (Institutul de Studii Marine) , Portugalia
- Senator de onoare al Universității din Maribor, Slovenia
- Doctor Honoris Causa a Universității of Osijek, Croația
- Doctor Honoris Causa al Universității din Nancy, Lorena, Franța
- Doctor Honoris Causa al Universității din Turku, Finlanda
- Doctor Honoris Causa al Universității din Budapesta, Ungaria
- Doctor Honoris Causa al Universității din Pécs, Ungaria
- Doctor Honoris Causa al Universității din Veszprém, Ungaria
- Doctor Honoris Causa al Universității din Ierusalim, Israel
- Doctor Honoris Causa al Universității din Ferrara, Italia
- Doctor Honoris Causa al Universității din Skopje, Republica Macedonia
- Doctor onorific al Universității din Cincinnati, Cincinnati, Ohio, SUA
- Doctor onorific al Universității Milwaukee, Wisconsin, SUA
- Doctor onorific al Universității Tampa, Tampa, Florida, SUA
- Doctor onorific al Universității din Cernăuți, Ucraina
- Magister onorific în științele dreptului și economiei al Universității IMADEC , Viena, Austria

### Premii literare
- Premiul literar al Academiei Franceze (1963) , Paris, Franța (1963)
- Premiul literar al Academiei Franceze (1970), Paris, Franța
- Premiul pentru Jurnalism al Fundației Germane

### Alte premii ale unor organizații naționale, internaționale și regionale
- Premiul european Karl al Asociației germanilor sudeți, (1970)
- Medalia de aur Robert Schuman, (1977)
- Premiul pentru literatură al Academiei Franceze
- Premiul Konrad Adenauer al Fundației Germane (1977)
- Premiul internațional Benedikt al orașului Mönchengladbach (1982)
- Premiul Louise Weiss (1987)
- Medalia de aur a Bavariei (1990)
- Scutul Silezian al Asociației patrioților silezieni
- Premiul special Premiul Europa al fundației Coudenhove-Kalergi pentru un Secol Coudenhove-Kalergi (împreună cu ex-ministrul de externe și vicecancelar al Austriei Alois Mock) (1994)
- Premiul pentru pace Sf. Nicolae (1997)
- Membru de onoare al Ordinului Dragonului Croat (1997)
- Premiul Gary G. Schlarbaum 1998)
- Medalia Robert Schuman a grupului PPE din Parlamentul European (1999)
- Reverul cu ac de aur al Mișcării austriece de rezistență antinazistă O5 (2000)
- Premiul de onoare "Globul de Cristal Euro" al Institutului Economic European (EMI International)
- Medalia Sf. Liborius pentru unitatea și pacea, conferită de arhidieceza catolică de Paderborn
- Medalia Hans Klein a Uniunii Tineretului Creștin-Social din Bavaria 2002
- Membru de onoare al Grupului Partidelor Populare din Parlamentul European 2002
- Premiul Asociației Contribuabililor din Europa 2003
- Premiul franco-german panuropean pentru unitatea europeană 2003
- Președinte de onoare al Uniunii Internaționale Paneuropa 2004
- Președinte de onoare a Universtății particulare IMADEC (International Management Development Consulting) din Viena 2004
- Medalia europeană Karl al IV-lea conferită de Societatea de sprijin pentru comunicațiile europene
- Reînnoirea cetățeniei de onoare a comunei Eckartsau, pe care naziștii i-au anulat-o în 1938.
- Placheta de onoare pentru merite în activități de sprijin al dreptului național și al ținuturilor cu populație germană din Europa de est - conferită de Liga Germanilor Expulzați (Bund der Vertriebenen)
- Medalia europeană pentru merit din Luxemburg
- Medalia de aur a orașului Paris
- Premiul Umanitar Internațional decernat de Liga Evreiască Antidefăimare
- Grad special al Medaliei europene, conferit de Uniunea Paneuropa, filiala Germania
- Talerul de onoare conferit de Federația europeană a parașutiștilor militari, asociație nonprofit, AEPM Assiette d’Honneur en Etain
- Membru de onoare al asociațiilor studențești catolice Nibelungia din Viena (1936), Alpinia Styria din Graz, Tauriskia din Villach, Vindobona II din Viena, Agilolfia din Freising (Bavaria), Frankonia din Cernăuți cu sediul în Erlangen (Bavaria), Ostaricia, Maximiliana din Salzburg, Carolina, Ferdinandea, Josephina, Leopoldina, Saxo-Meiningia, Theresiana, Wallenstein, Suevia din Graz și altele. (Asociațiile fără menționarea sediului fac parte din Liga academică romano-catolică a ținuturilor Austriei.)
- Membru de onoare al PEN-Club-ului scriitorilor de limbă germană exilați (fondat în 1948)

## Galeria de imagini
- Casa părintească: vila Wartholz în apropiere de Reichenau an der Rax
- Otto von Habsburg în 1916 la Budapesta, alături de părinții săi cu ocazia ceremoniei de încoronare a tatălui său ca rege al Ungariei
- Otto von Habsburg (în stânga imaginii) alături de contele von Degenfeld in anul 1933
- Otto von Habsburg la o conferință a Uniunii Internaționale Paneuropene la 29 aprilie 1991
- În incinta Palatului Belvedere din Viena, 1998